# Carolina Klüft
Carolina Evelyn Klüft, švedska atletinja, * 2. februar 1983, Sandhult, Švedska.
Nastopila je na poletnih olimpijskih igrah v letih 2004 in 2008, leta 2004 je osvojila naslov olimpijske prvakinje v sedmeroboju. Na svetovnih prvenstvih je v isti disciplini osvojila tri zaporedne naslove prvakinje, na svetovnih dvoranskih prvenstvih naslov prvakinje v peteroboju in bronasto medaljo v skoku v daljino, na evropskih prvenstvih dva zaporedna naslova prvakinje v sedmeroboju, na evropskih dvoranskih prvenstvih pa dve zlati in bronasto medaljo v peteroboju.